# Xylophaga dorsalis
Xylophaga dorsalis is een tweekleppigensoort uit de familie van de Pholadidae. De wetenschappelijke naam van de soort is voor het eerst geldig gepubliceerd in 1819 door Turton.